# Aarhus GF
Der Aarhus Gymnastikforening af 1880 (Gymnastikverein Aarhus von 1880, kurz AGF) ist ein Sportverein aus Aarhus, Dänemarks zweitgrößter Stadt. Er ist besonders bekannt durch die gleichnamige Fußballmannschaft, die mehrfach dänischer Meister war und in der höchsten dänischen Spielklasse, der Superliga, spielt. AGF ist jütländischer Rekordmeister (dieser Titel wird heute nicht mehr ausgespielt) und dänischer Rekord-Pokalsieger. Der Verein trägt seine Spiele im Ceres Park aus.

## Geschichte

### Gründungszeit
Gegründet wurde AGF am 26. September 1880 als reiner Turnverein. Doch bereits 1902 wurde die Fußballabteilung AGF fodbold ins Leben gerufen, die bereits sechs Jahre später ihren ersten Titel gewinnen konnte: den des Meisters von Jütland, damals der höchste erreichbare Titel, denn die dänische Meisterschaft wurde erst ab 1913 ausgespielt. Die AGF-Elf zog als eine der führenden Mannschaften Jütlands immer mehr Zuschauer an, und so beschloss man in Aarhus, ein Sportstadion zu bauen: 1920 wurde das Aarhus Stadion südlich der Stadt eingeweiht, unweit des königlichen Schlosses Marselisborg. Bis dahin hatte man die Heimspiele auf dem Vereinsgelände ausgetragen. Parallel zum Bau des Stadions hielt auch der sportliche Aufstieg an: Schon im folgenden Jahr erreichte AGF erstmals das Finale um die dänische Meisterschaft, das allerdings, genau wie 1923 und 1925, verloren wurde. In jener Saison lief die Mannschaft erstmals in den heutigen Vereinsfarben auf: weißes Hemd und marineblaue Hose.
1942 wurde das heutige Vereinsgelände Fredensvang im Aarhuser Stadtteil Viby eingeweiht, seitdem ist die Mannschaft als de hvide fra Fredensvang (die Weißen von Fredensvang) bekannt.

### Die goldenen Jahre
Mitte der 1950er Jahre hatte sich AGF (der Verein hieß weiter Aarhus GF, obwohl sich die Stadt seit 1948 „Århus“ statt „Aarhus“ schrieb – die Handballmannschaft ist indes heute als ÅGF bekannt) zwar längst unter den besten dänischen Klubs etabliert, doch die wichtigsten Titel gingen weiterhin vornehmlich an die großen Teams aus Kopenhagen. Bis 1955 waren de hvide vier Mal Vizemeister und vier Mal Dritter geworden, doch der ganz große Erfolg war ihnen verwehrt geblieben.
Doch 1955, in dem Jahr, in dem der dänische Pokal erstmals ausgespielt wurde, platzte der Knoten: Auf Anhieb gewann AGF Pokal und Meisterschaft und vertrat Dänemark auch im erstmals ausgespielten Europapokal. In den darauffolgenden fünf Jahren sollten weitere fünf nationale Titel folgen. Noch heute erinnert man sich in Aarhus gerne an die „Goldene Mannschaft“ jener Jahre (in Dänemark werden dem Meister traditionell Goldmedaillen verliehen) um Spieler wie John Admisen, Aage Rou und Gunnar Kjeldberg.

### AGF im Profifußball
Nachdem die Aarhusianer im Laufe der 1960er Jahre den Anschluss an die Spitze wieder verloren und die 1970er Jahre größtenteils als klassische Fahrstuhlmannschaft verbracht hatten (das Finale des Pokals, ihres erklärten Lieblingswettbewerbs, konnten sie 13 Jahre lang nicht erreichen), waren sie 1978 bei der Einführung des bezahlten Fußballs als Gründungsmitglied der dänischen Profiliga mit von der Partie und bis zum Ende der Saison 2005/06 die einzige Mannschaft, die immer in der ersten Liga gespielt hat. Eine zweite kleine goldene Epoche fand Mitte der 1980er Jahre statt, als man noch einmal Meister und dreimal Pokalsieger wurde. Einer der wichtigsten Spieler jener Jahre war Flemming Povlsen, der später mit Borussia Dortmund deutscher Meister wurde.
Bereits 1978 wurde der Profifußball in eine vom Verein separate Trägergesellschaft ausgegliedert. Heute wird der Spielbetrieb von der AGF A/S getragen, deren Aktien (ISIN DK0010263722) sich in privater Hand befinden und an der Nasdaq Copenhagen börsennotiert sind.
In der Saison 2006/07 spielte Aarhus Gymnastikforening in der Viasat Sport Division, der zweiten dänischen Liga. Nach dem direkten Wiederaufstieg in der darauf folgenden Saison spielte Aarhus wieder in der ersten Dänischen Liga. Zum Ende der Saison 2009/10 stieg man erneut in die Viasat Sport Division ab, in der Folgesaison jedoch gleich wieder auf. 2012 wurde Aarhus Fünfter und qualifizierte sich für die zweite Qualifikationsrunde zur Europa League, wo man jedoch gegen den georgischen Klub FC Dila Gori ausschied.
Nach der Saison 2013/14 stieg der Verein als Tabellenvorletzter in die 1. Division ab, schaffte aber in der folgenden Saison als Tabellenzweiter den direkten Wiederaufstieg.

## Erfolge
- Dänischer Meister (5): 1954/55, 1955/56, 1956/57, 1960, 1986
- Dänischer Pokalsieger (9): 1954/55, 1956/57, 1959/60, 1960/61, 1964/65, 1986/87, 1987/88, 1991/92, 1995/96

## Europapokalbilanz
| Saison  | Wettbewerb                    | Runde                  | Gegner                | Gesamt    | Hin     | Rück    |
| ------- | ----------------------------- | ---------------------- | --------------------- | --------- | ------- | ------- |
| 1955/56 | Europapokal der Landesmeister | 1. Runde               | Stade Reims           | 2:4       | 0:2 (H) | 2:2 (A) |
| 1956/57 | Europapokal der Landesmeister | Vorrunde               | OGC Nizza             | 2:6       | 1:1 (H) | 1:5 (A) |
| 1957/58 | Europapokal der Landesmeister | Vorrunde               | Glenavon FC           | 3:0       | 0:0 (H) | 3:0 (A) |
| 1957/58 | Europapokal der Landesmeister | 1. Runde               | FC Sevilla            | 2:4       | 0:4 (A) | 2:0 (H) |
| 1960/61 | Europapokal der Landesmeister | Vorrunde               | Legia Warschau        | 3:1       | 3:0 (H) | 0:1 (A) |
| 1960/61 | Europapokal der Landesmeister | 1. Runde               | Fredrikstad FK        | 4:0       | 3:0 (H) | 1:0 (A) |
| 1960/61 | Europapokal der Landesmeister | Viertelfinale          | Benfica Lissabon      | 2:7       | 1:3 (A) | 1:4 (H) |
| 1961/62 | Europapokal der Pokalsieger   | 2. Runde               | Werder Bremen         | 2:5       | 0:2 (A) | 2:3 (H) |
| 1965/66 | Europapokal der Pokalsieger   | Vorrunde               | Vitória Setúbal       | 4:2       | 2:1 (H) | 2:1 (A) |
| 1965/66 | Europapokal der Pokalsieger   | 1. Runde               | Celtic Glasgow        | 0:3       | 0:1 (H) | 0:2 (A) |
| 1979/80 | UEFA-Pokal                    | 1. Runde               | FKS Stal Mielec       | 2:1       | 1:1 (H) | 1:0 (A) |
| 1979/80 | UEFA-Pokal                    | 2. Runde               | FC Bayern München     | 2:5       | 1:2 (H) | 1:3 (A) |
| 1983/84 | UEFA-Pokal                    | 1. Runde               | Celtic Glasgow        | 1:5       | 0:1 (A) | 1:4 (H) |
| 1984/85 | UEFA-Pokal                    | 1. Runde               | Widzew Łódź           | 1:2       | 0:2 (A) | 1:0 (H) |
| 1985/86 | UEFA-Pokal                    | 1. Runde               | KSV Waregem           | 2:6       | 2:5 (A) | 0:1 (H) |
| 1987/88 | Europapokal der Landesmeister | 1. Runde               | Jeunesse Esch         | 4:2       | 4:1 (H) | 0:1 (A) |
| 1987/88 | Europapokal der Landesmeister | 2. Runde               | Benfica Lissabon      | 0:1       | 0:0 (H) | 0:1 (A) |
| 1988/89 | Europapokal der Pokalsieger   | 1. Runde               | Glenavon FC           | 7:2       | 4:1 (A) | 3:1 (H) |
| 1988/89 | Europapokal der Pokalsieger   | 2. Runde               | Cardiff City          | 6:1       | 2:1 (A) | 4:0 (H) |
| 1988/89 | Europapokal der Pokalsieger   | Viertelfinale          | FC Barcelona          | 0:1       | 0:1 (H) | 0:0 (A) |
| 1992/93 | Europapokal der Pokalsieger   | 1. Runde               | AIK Solna             | (a)4:4(a) | 3:3 (A) | 1:1 (H) |
| 1992/93 | Europapokal der Pokalsieger   | 2. Runde               | Steaua Bukarest       | (a)4:4(a) | 3:2 (H) | 1:2 (A) |
| 1995    | UEFA Intertoto Cup            | Gruppenphase           | Górnik Zabrze         | 4:1       | 4:1 (H) |         |
| 1995    | UEFA Intertoto Cup            | Gruppenphase           | Karlsruher SC         | 0:3       | 0:3 (A) |         |
| 1995    | UEFA Intertoto Cup            | Gruppenphase           | FC Basel              | 2:1       | 2:1 (H) |         |
| 1995    | UEFA Intertoto Cup            | Gruppenphase           | Sheffield Wednesday   | 1:3       | 1:3 (A) |         |
| 1996/97 | Europapokal der Pokalsieger   | 1. Runde               | NK Olimpija Ljubljana | (a)1:1(a) | 1:1 (H) | 0:0 (A) |
| 1997/98 | UEFA-Pokal                    | 2. Qualifikationsrunde | Újpest Budapest       | 3:2       | 0:0 (A) | 3:2 (H) |
| 1997/98 | UEFA-Pokal                    | 1. Runde               | FC Nantes             | 3:2       | 2:2 (H) | 1:0 (A) |
| 1997/98 | UEFA-Pokal                    | 2. Runde               | FC Twente Enschede    | (a)1:1(a) | 1:1 (H) | 0:0 (A) |
| 2001    | UEFA Intertoto Cup            | 1. Runde               | NK Celje              | 2:7       | 1:0 (H) | 1:7 (A) |
| 2012/13 | UEFA Europa League            | 2. Qualifikationsrunde | FC Dila Gori          | 2:5       | 1:2 (H) | 1:3 (A) |
| 2020/21 | UEFA Europa League            | 1. Qualifikationsrunde | FC Honka Espoo        | 5:2       | 5:2 (H) |         |
| 2020/21 | UEFA Europa League            | 2. Qualifikationsrunde | NŠ Mura               | 0:3       | 0:3 (A) |         |
| 2021/22 | UEFA Europa Conference League | 2. Qualifikationsrunde | Larne FC              | 2:3       | 1:2 (A) | 1:1 (H) |
| 2023/24 | UEFA Europa Conference League | 2. Qualifikationsrunde | FC Brügge             | 1:3       | 0:3 (A) | 1:0 (H) |

Gesamtbilanz: 66 Spiele, 22 Siege, 15 Unentschieden, 29 Niederlagen, 84:103 Tore (Tordifferenz −19)

## Kader in der Saison 2025/26
Stand: 18. August 2025
| Nr. |             | Position | Name                |
| --- | ----------- | -------- | ------------------- |
| 1   | Danemark    | TW       | Jesper Hansen       |
| 2   | Schweden    | AB       | Felix Beijmo        |
| 3   | Danemark    | AB       | Henrik Dalsgaard    |
| 5   | Danemark    | AB       | Frederik Tingager   |
| 6   | Danemark    | AB       | Nicolai Poulsen     |
| 7   | Danemark    | MF       | Mads Emil Madsen    |
| 8   | Danemark    | ST       | Sebastian Jørgensen |
| 9   | Danemark    | ST       | Patrick Mortensen   |
| 10  | Norwegen    | MF       | Kristian Arnstad    |
| 11  | Sudafrika   | MF       | Gift Links          |
| 13  | Deutschland | ST       | Janni Serra         |
| 14  | Danemark    | AB       | Tobias Mølgaard     |
| 15  | Senegal     | MF       | Youssouph Badji     |

| Nr. |          | Position | Name               |
| --- | -------- | -------- | ------------------ |
| 17  | Irak     | MF       | Kevin Yakob        |
| 19  | Schweden | AB       | Eric Kahl          |
| 22  | Schweden | TW       | Leopold Wahlstedt  |
| 23  | Danemark | MF       | Tobias Bach        |
| 26  | Danemark | AB       | Jacob Andersen     |
| 27  | Danemark | ST       | Steffen Tchamche   |
| 29  | Danemark | AB       | Rasmus Carstensen  |
| 31  | Danemark | ST       | Tobias Bech        |
| 32  | Danemark | TW       | Jonathan Hutters   |
| 33  | Danemark | TW       | Luka Callø         |
| 39  | Danemark | ST       | Frederik Emmery    |
| 40  | Danemark | AB       | Jonas Jensen-Abbew |

## Bekannte Spieler
- Erik Kuld Jensen (Bronzemedaille des Fußballturniers bei den Olympischen Spielen 1948)
- Flemming Povlsen, spielte nach seiner Zeit bei Aarhus GF (für die 2. Mannschaft Real Madrids), später auch für den 1. FC Köln und für Borussia Dortmund
- Gunnar Kjeldberg (Torschützenkönig der dänischen Liga 1955/56)
- Hans Christian Nielsen 0 0(Silbermedaille des Fußballturniers bei den Olympischen Spielen 1960)
- Henning Enoksen (Silbermedaille des Fußballturniers bei den Olympischen Spielen 1960)
- Henry From (Silbermedaille des Fußballturniers bei den Olympischen Spielen 1960)
- Henning Jensen
- Jakob Poulsen
- Jan Bartram
- Johnny Mølby
- John Sivebæk
- Kent Nielsen
- Lars Bastrup
- Leon Andreasen
- Per Knudsen (Bronzemedaille des Fußballturniers bei den Olympischen Spielen 1948)
- Stig Tøfting
- Troels Rasmussen
- Aage Rou Jensen
- Nando Rafael
- Scott Sellars
- Liam Miller
- Håvard Flo
- Tobias Grahn
- Dioh Williams
- Benny Feilhaber
- Steffen Ernemann (2002–2003)
- Jack Wilshere

## Trainerchronik
- A. G. Pettersson (1919–1922)
- Mr. Brown (1922–1924)
- Harald Hansen (1925–1927)
- Alfred Rasmussen (1927–1931)
- Fritz Molnar (1932–1935)
- William von Würden (1936–1937)
- Søren Jensen (1938–1939)
- Knud Aage Andersen (1939–1940)
- Gerhard Müller (1941–1951)
- Peter Vesterbak (1952–1954)
- Géza Toldi (1954–1956)
- Peter Vesterbak (1956–1958)
- Walther Pfeiffer (1959–1960)
- Géza Toldi (1960–1964)
- Henry From (1965–1966)
- Erik Kuld Jensen (1967–1968)
- Kaj Christensen (1969–1973)
- Jimmy Strain (1974)
- Henry From (1974–1975)
- Jørn Bjerregaard (1976)
- Erik Christensen (1977–1979)
- Poul Erik Bech (1980–1983)
- Jürgen Wähling (1984–1986)
- Jens Harmsen (1986)
- Allan Hebo Larsen (1987–1988)
- Jens Harmsen (1989)
- Ole Brandenborg (1990)
- Lars Lundkvist (1990–1993)
- Peter Rudbæk (1993–2000)
- Lars Lundkvist &  Kent Nielsen (2000)
- Ove Christensen (2000–2001)
- John Stampe (2001–2002)
- Hans Petersen (2002)
- Poul Hansen (2002–2003)
- Sören Åkeby (2004–2005)
- Brian Steen Nielsen &  Jesper Tollefsen (2005)
- Ove Pedersen (2006–2008)
- Erik Rasmussen (2009–2010)
- Peter Sørensen (2010–2014)
- Jesper Fredberg (2014)
- Morten Wieghorst (2014–2015)
- Glen Riddersholm (2015–2017)
- David Nielsen (2017–2022)
- Uwe Rösler (2022–2025)
- Jakob Poulsen (seit 2025)